# Liveri
Liveri est une commune italienne de la ville métropolitaine de Naples dans la région Campanie en Italie.

## Administration
| Période                                  | Période | Identité | Étiquette | Qualité |
| ---------------------------------------- | ------- | -------- | --------- | ------- |
|                                          |         |          |           |         |
| Les données manquantes sont à compléter. |         |          |           |         |

### Communes limitrophes
Carbonara di Nola, Domicella, Marzano di Nola, Nola, Palma Campania, San Paolo Bel Sito, Visciano